# 조광희 (1917년)
조광희(趙洸熙, 1917년 9월 12일 ~ 2017년 4월 5일)는 대한민국의 정치인이다. 제4대 국회의원을 지냈다.
풍양 조씨이고 자는 학여(學汝), 호는 관주(貫洲)이다. 경상북도 상주시 출신.

## 학력
- 서울대학교 사범대학 부속 초등학교 졸업
- 경기 중고등학교 졸업
- 서울대학교 농과대학 졸업
- 일본 경도제국대학교 농학부 농업토목학과 졸업

## 경력
- 서울대학교 농과대학 농업토목학과 교수
- 서울대학교 공과대학 토목학과 교수
- 농림부, 농지국(농업토목기술원 농지보존기술원 양성소 소장)
- 고려생명보험주식회사 사장
- 농업진흥공사 사장
- 풍양조씨 대종회 회장

## 역대 선거 결과
| 실시년도 | 선거   | 대수 | 직책     | 선거구         | 정당   | 득표수   | 득표율          | 순위 | 당락 | 비고 |
| -------- | ------ | ---- | -------- | -------------- | ------ | -------- | --------------- | ---- | ---- | ---- |
| 1958년   | 총선   | 4대  | 국회의원 | 경북 상주군 갑 | 자유당 | 19,658표 | \| \| 44.42% \| | 1위  |      | 초선 |
|          | 44.42% |      |          |                |        |          |                 |      |      |      |